# 高卒支援会
認定NPO法人高卒支援会（こうそつしえんかい）は、不登校・高校中退・引きこもりの救済を目指す特定非営利活動法人。
『子どもたちが規則正しい生活をし 自信を持ち自律し社会に貢献する未来を実現します！ 』をミッションを元に、不登校・高校中退・引きこもりなどで進路に迷っている若年層（20代までの若者）を中心に支援している相談機関・フリースクール・通信制サポート高校です。
また、何らかの原因（不登校,発達障害,起立性調節障害,経済的理由等）で進学に困難な子どもたちの高校進学・転校相談や、東京都の補欠募集制度（高校転校制度）を全国的に広めるための広報・PR活動を行っている。
2023年には、認定NPO法人に認証される。

## 概要
2010年4月に設立。不登校・高校中退・引きこもりの救済を目指し,”子ども達が規則正しい生活をし,自信を持ち,自律し社会に貢献できる未来を実現します”を教育理念とし,不登校、引きこもりの状態にある若年層（20代までの若者）が高等学校を卒業できるよう支援している。教育相談では、都立高等学校の補欠募集制度、通信制高校などを活用しつつ、高校への進学や転校に関してアドバイスをしている。相談件数は年間450件ほど[1]。広報・PR活動では、補欠募集制度や通信制サポート校などの環境を整えることで中退者を減らすよう呼びかけている。
2010年4月にとしまNPO推進協議会の協力でNPO法人を設立し、2015年9月より養老乃瀧株式会社より教室の無償提供を受け、学習塾,フリースクール,通信制高校サポート校を展開している。2016年5月より新宿エルタワー18F、LEC東京リーガルマインドより教室の無償提供を受けている。また2018年度からLEC東京リーガルマインド水道橋本校にも教室の無償提供を受け、活動している。2021年よりNTTe-Sports運営のeXeFieldAkibaにてeスポーツ活動を正式に開始。
主な活動として、無料相談事業、引きこもりのアウトリーチのための訪問事業　フリースクールの運営、通信サポート校運営などの居場所事業、情報発信事業、e-sports事業などの活動を行っている。

## 沿革
- 1985年4月 - 中卒浪人生進路未定者の為の学習塾 学力会 創設
- 1991年4月 - 単位制都立新宿山吹高校専門予備校に
- 2005年4月 - 広域通信制高校 東京キャンパスを開校
- 2008年8月 - NPO教育協力支援協会連合会東京支部理事として無料教育相談を開始
- 2010年4月 - NPO高卒支援会を創立
- 2010年9月 - 学力会（関連団体）板橋経営品質賞 特別賞受賞
- 2013年12月 - 児童養護施設星美ホーム様申請により高校進学指導
- 2014年4月 - 高校進学未定問題を都立補欠募集を活かして進学することを提言、日本商工会議所より補助金採択「進路未定者でも9月都立高校に進学できる！」
- 2014年11月26日 - 特定非営利活動法人高卒支援会 認証
- 2016年4月-東京リーガルマインドからの無償提供を受け、新宿エルタワー教室を開校
- 2017年4月 - 鹿島学園高等学校と提携し通信制サポート校新宿エルタワーキャンパスを開校
- 2018年4月 - 東京リーガルマインドからの無償提供を受け、水道橋本校でも教室を開校
- 2019年7月 - 不登校・ひきこもりの9割は治せる 1万人を立ち直らせてきた3つのステップ (光文社新書)
- 2020年9月-東京リーガルマインドからの無償提供を受け、池袋教室と横浜教室を開校
- 2020年11月 - 竹村聡志が理事長に就任
- 2020年12月‐世田谷区要保護児童支援協議会　構成員受託
- 2021年1月 - NTTe-Sports運営　eXeFieldAkibaにてeスポーツ活動開始
- 2021年3月 - e-sports大会 YOKOSUKA e-Sports CUP　出場
- 2021年5月 - 渋谷区教育センターの子どもの心サポート事業フォロースタッフとして登録
- 2021年9月 - 2021年度新宿区協働推進基金一般事業助成事業に採択
- 2021年11月 - 不登校・ひきこもり急増 コロナショックの支援の現場から (光文社新書)
- 2022年4月20日 - DEA社とパートナーシップを結ぶ
- 2023年11月14日 - 認定NPO法人認証

## 講演会歴
- 2010年2月10日-非行・不登校の子供と向き合って
- 2011年1月23日-通信制・個別相談会講演会
- 2012年2月2日-東京都板橋区中学校教育研究会
- 2012年9月22日-不登校は精神疾患ではない精神科医内海先生×杉浦孝宣コラボ講演会
- 2014年11月20日 - 「困難を抱える若者のキャリア形成・雇用創出支援に関する政策提言事業」 横浜市立大学にて
- 2014年12月13日 - 「高校中退と進路指導」早稲田大学にて[1]。
- 2015年3月7日 - 少しだけ先の将来を考えよう！ 東京しごとセンター主催
- 2015年7月12日 - 困難を「生きる力」に変えるヒント 高校中退〜不登校でも引きこもりでもやり直せる 保谷駅前公民館主催
- 2015年12月18日 - 都内私立中学高校で「中高一貫校の不登校、高校中退対策」
- 2016年4月~ - 毎月講演会保護者会実施中現在に至る
- 2016年12月 - 城北高校、講演会
- 2017年11月9日-「不登校・高卒中退・引きこもりの解決を目指す！」
- 2018年2月20日 - 世田谷区立尾山台中学校にて「不登校への理解と支援」
- 2019年10月10日 - 不登校の子供の高校進学
- 2019年11月9日 - 学びづらさを抱えた子供たちの教育進路を考える
- 2020年３月20日 - 明峰館高校　合同講演会＆進路説明会
- 2020年11月19日 - 中小企業同友会板橋支部例会　『早期事業承継と100年事業計画～不登校・ひきこもりゼロの社会を目指して～』
- 2022年9月24日 - 第1回 「としま不登校等生きづらさ合同相談会」出演
- 2023年9月12日 - 東京愛宕ロータリークラブ　卓話　登壇
- 2023年9月14日 - 新宿NPO協働推進センター　第170回『市民とNPOの交流サロン』登壇
- 2024年2月10日 - 認定NPO法人認証祝賀会にて不登校支援についての活動紹介
- 2024年2月24日 - 第18回社会貢献活動見本市～地域活動が次世代に何を残せるか～ゼファー賞受賞

## 活動を取り上げた主なマスメディア
- 夕刊フジ（2013年4月4日）
- 日刊ゲンダイ（2013年4月8日、7月15日、2014年4月10日）
- 毎日新聞（2013年6月8日、10月3日、2020年3月18日）
- 東京新聞（2013年6月14日、15日、2014年1月14日、2020年2月14日）
- 朝日新聞（2013年7月17日、2014年1月19日、2月5日、2020年2月11日、3月5日、3月18日）
- 読売新聞（2014年7月10日、2021年11月16日）
- 宝島（2013年7月）
- 都政新報（2013年8月16日、2014年1月31日、4月4日、2019年8月2日）
- 日本教育新聞（2013年9月9日、2014年2月10日、2016年7月18日）[2]
- AMラジオ文化放送　くにまるジャパン（2015年6月25日）
- 日本経済新聞（2015年6月27日）
- InterFM897 flash point（2015年12月18日[3]、25日[4]）
- 公明新聞（2016年2月12日）
- 産経新聞（2016年4月3日）
- J:COM TV デイリーニュース（2016年5月2日）
- NHK おはよう日本（2016年6月9日）[5]
- 月刊私塾界 7月号 好機到来 (2016年6月30日)
- 読売ONLINE（2018年4月25日）
- 日本テレビ　「有吉反省会」(2019年1月6日)
- 光文社新書(2019年7月17日、2021年11月17日)
- 月刊中小企業家(2019年9月1日)
- 週刊ダイヤモンド　新時代版(2019年9月28日)
- 人間を学ぶ月刊誌　致知　12月号(2019年11月1日)
- サンデー毎日(2019年11月3日)
- サンデー毎日増刊(2019年11月15日)
- 週刊教育資料(2019年11月18日)
- 大野勢太郎の楽園ラジオ〜パワー全開!!〜(2019年11月23日)
- NHK総合 あさイチ(2019年12月25日)[6]
- 週刊東洋経済　1月25日号(2020年1月25日)
- 朝日新聞 - 「ゲーム１時間」条例に？(2020年3月5日)
- NHK番組首都圏ネットワーク出演(2020年5月29日）
- NHK番組おはよう日本(2020年6月8日）
- 日刊ゲンダイ - コロナ禍で夏休み後に急増!?不登校になった私立中・高校生を待ち受ける厳しい現実と克服法(2020年8月13日)
- 朝日新聞『私の視点』 - 中高生の引きこもり支援　行政は訪問体制を整えよ（2020年11月5日）
- 朝日新聞 - ついにふとんをはいだ息子　引きこもり解決したスポーツ（2021年2月13日）
- 読売新聞多摩版 - 出会いや学び失った1年　深まらないネット授業（2021年3月17日）
- 朝日新聞 - 共学か、別学か（2021年7月4日）
- 朝日新聞 - 「ゲームが居場所に」　フリースクールにeスポーツコース　引きこもりからの回復目指す（2021年7月15日）
- 産経新聞 - 高齢化で「8050」から「9060」問題へ（2021年11月16日）
- PR Times - DEA社、NPO法人「高卒支援会」とのパートナーシップを発表！(2022年4月20日)
- ファミ通App - ゲームを遊んで収入を得るPlay to Earnゲームとは？ DEA事業戦略発表会リポート(2022年4月27日)
- 東京新聞 ‐ 子どもの孤立置き去り～コロナ禍　不登校・自殺過去ワースト～　(2022年7月1日)
- サンデー毎日 - 通信制高校大調査！！～不登校でも大丈夫！～（2022年9月6日）
- 体育科教育（大修館書店）- スポーツ記者の目／ｅスポーツが引きこもりの改善に。実際の生徒の声（2022年11月14日）
- 産経新聞 - 不登校支援に「ｅスポーツ」　協調性と社会性を養うゲームの力（2022年12月8日）
- 東洋大学 - 卒業生の今（理事長竹村のインタビュー記事）
- 朝日新聞 - 不登校からの一歩『仲間と一緒に』(2023年3月25日)
- カシマの通信 - ポケモンカードゲーム 世界大会出場決定！(2024年1月11日)
- 学びリンク通信制高校があるじゃん！ - 鹿島学園高校の高橋さんが「ポケモンカードゲームチャンピオンズリーグ2024京都大会」で3位に（2024年1月15日）
- 現代ビジネス - ブチ切れて親を殴打…！不登校になってしまうケースも…！いよいよシーズン本番、母親たちが明かす「中学受験」の「後悔」と「落とし穴」(2024年1月30日)
- LEC東京リーガルマインドサステナビリティ - 不登校や引きこもりで悩む子ども支援（2024年2月1日）
- 現代ビジネス - 「中学受験」真っ盛り…受験後に不登校になった高校生が明かす「ポケモンカードに救われました」…！（2024年2月2日）
- 『中学受験をして本当によかったのか?~10年後に後悔しない親の心得』取材協力（2024年2月27日）
- 地方から考えるeスポーツのミライ【長野朝日放送】取材協力（2024年11月23日）
- 朝日新聞『ＮＴＴがｅスポーツ「学校」、若者と地域の元気期待して』（2024年11月25日）